# Marabá
Pour les articles homonymes, voir Maraba.
Marabá est une commune brésilienne de l'état du Pará. La ville est localisée au point de confluence des fleuves Tocantins et Itacaiunas, formant un Y dans la ville, visible sur les vues aériennes. Elle se compose essentiellement de six centres urbains, reliés par cinq autoroutes. La commune s'étend sur 15 092 km2.
Elle est la quatrième commune la plus peuplée de l'État du Pará, avec 233 462 habitants selon le recensement de 2010, et 262 085 habitants selon l'estimation de 2015 faite par l'Institut Brésilien de Géographie et Statistique. Elle possède le cinquième PIB municipal de l'état du Pará, avec USD $ 1.697.696,19. C'est le principal centre de développement social et économique du sud du Pará et l'une des communes les plus dynamiques du Brésil.
Marabá possède une position stratégique, étant traversée par cinq autoroutes. Elle dispose également d'une infrastructure logistique importante, avec un port, um aéroport et une gare. La commune dispose d'un parc industriel en pleine croissance, en particulier l'industrie de l'acier, et bénéficie d'une agriculture d'envergure, avec une vaste superfície agricole utilisée récemment ou pouvant être utilisée. Marabá possède également un secteur de services développé et contribue de manière importante aux exportations de l'état du Pará.
Marabá est caractérisé par son large éventail de peuples et de cultures qui rendent justice à la signification de son surnom: «Fils du métissage». Son peuplement a commencé à la fin du dix-neuvième siècle, avec l'arrivée d'immigrants de l'Etat de Goias et de celui de Maranhão.

## Zone protégée
- La réserve biologique de Tapirapé se trouve sur le territoire de la commune.